# تشارلز دودغ
تشارلز دودغ (بالإنجليزية: Charles Dodge)‏ هو ملحن أمريكي، ولد في 5 يونيو 1942 في أيمز في الولايات المتحدة.

## وصلات خارجية
- تشارلز دودغ على موقع ميوزك برينز (الإنجليزية)
- تشارلز دودغ على موقع أول ميوزيك (الإنجليزية)
- تشارلز دودغ على موقع ديسكوغز (الإنجليزية)